# Rhododendron calophytum
Rhododendron calophytum là một loài thực vật có hoa trong họ Thạch nam. Loài này được Franch. miêu tả khoa học đầu tiên năm 1886.

## Hình ảnh

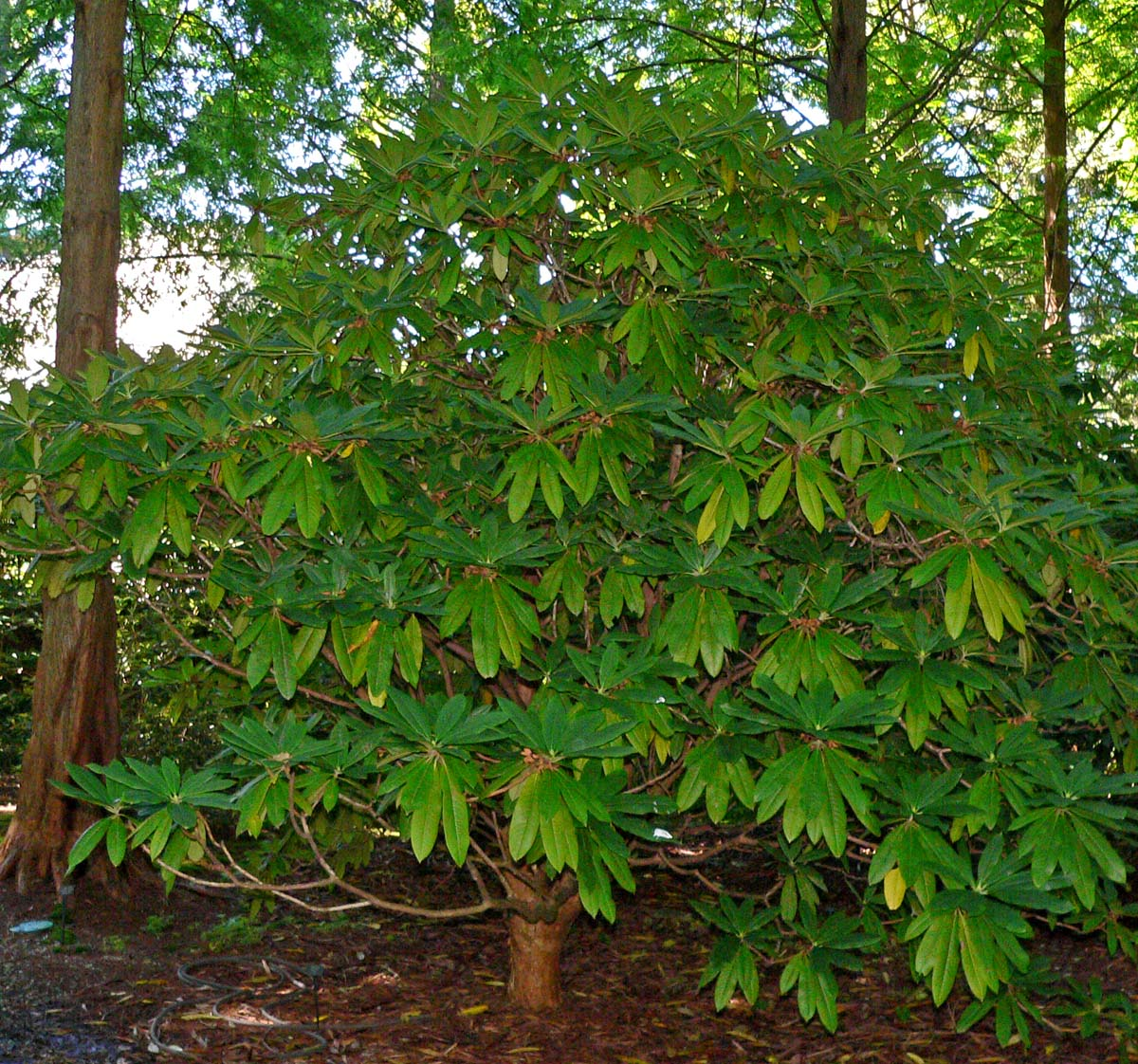
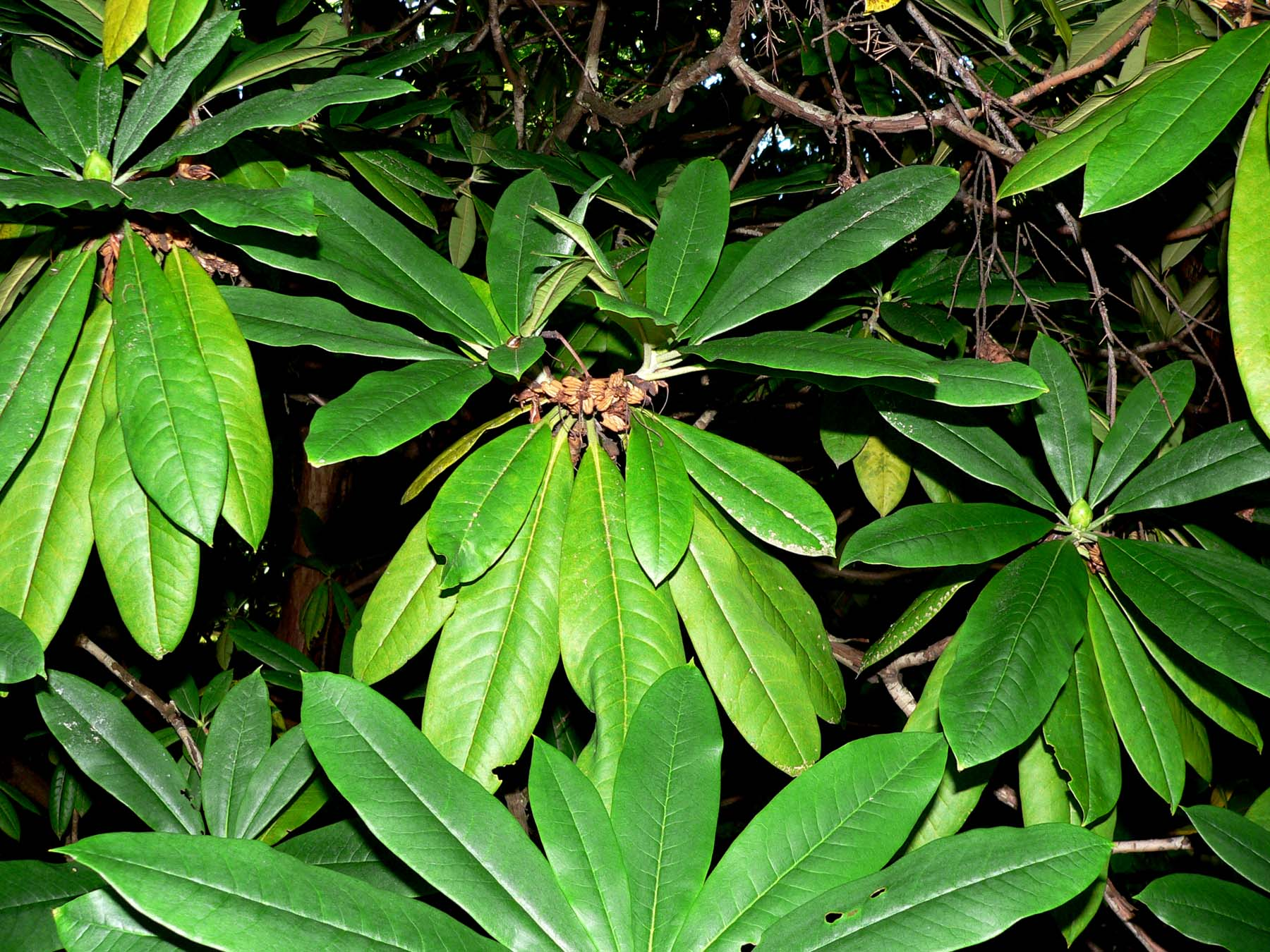
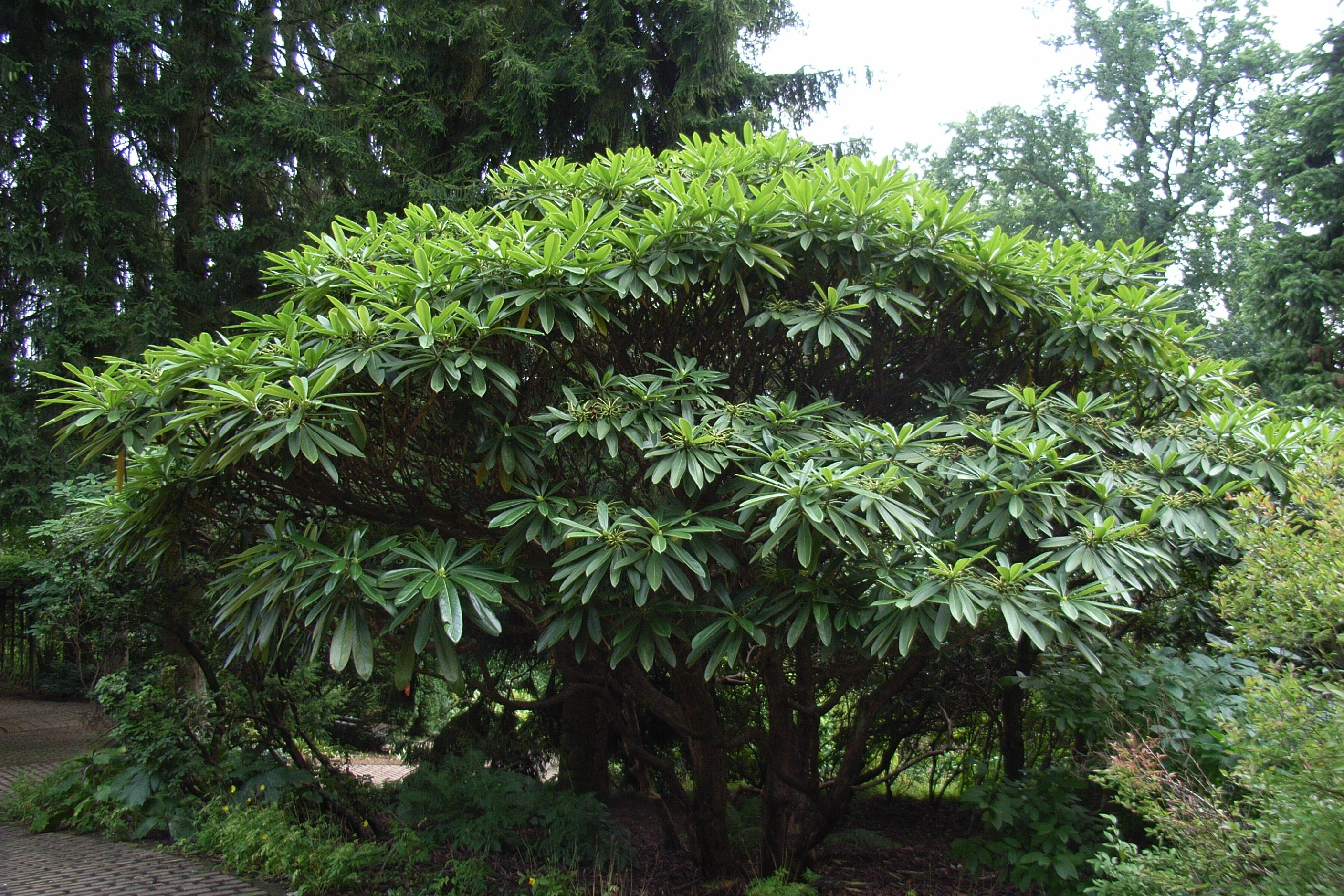